# Robert A. Houze
Pour les articles homonymes, voir Houze.
Robert A. Houze Jr. est un météorologue américain, chercheur et professeur émérite universitaire qui a passé la majorité de sa carrière à l'université de Washington. Ses recherches portent principalement sur les nuages convectifs tropicaux, les orages violents, les inondations de la mousson asiatique, les cyclones tropicaux et les systèmes frontaux dans les régions montagneuses.
Houze a publié plus de 200 articles de recherche ainsi qu'un livre sur la physique et la dynamique de tous les types de nuages intitulé Cloud Dynamics. En 2017, le symposium Robert A. Houze Jr. fut organisé en son honneur lors de la réunion annuelle de l'American Meteorological Society.

## Biographie
Robert A. Houze est né au Texas in 1945 et passa sa jeunesse à College Station. Il entra donc tout naturellement à l'université du Texas A&M qui est située dans cette ville et il obtint son B.Sc. en météorologie en 1967. Par la suite, il a reçu sa Maîtrise et son Doctorat à l’Institut de technologie du Massachusetts (MIT),.
Houze rejoint ensuite le département des sciences de l'atmosphère à l’université de Washington en 1972 comme chercheur et devint professeur spécialisé en physique des nuages en 1982. Il y a dirigé pendant 46 ans à une équipe de recherche connue sous le nom de Mesoscale Group qui a participé à des projets in situ sur les phénomènes de méso-échelle un peu partout dans le monde. Un des premiers programmes auquel il a participé fut le Global Atmospheric Research Programme’s Atlantic Tropical Experiment (GATE) en 1974, une vaste campagne de terrain consacrée à l’étude de la météo où il a pu effectuer l'une des premières études sur les lignes de grain au radar,. Peu de temps après GATE, il a rejoint la MONEX (International Monsoon Experiment) lors de la mousson d'hiver en Malaisie de 1978-79, l’une des premières campagnes de terrain visant à collecter des données radar aéroportées,. 
Ces participations à des programmes mondiaux utilisant les satellites et les radars météorologiques ainsi que des aéronefs étaient parrainés par la Fondation nationale pour la science (NSF), la NASA, le département de l'Énergie des États-Unis (DOE) et la National Oceanic and Atmospheric Administration (NOAA).
Houze a aussi fait partie des équipes scientifiques consultant sur le développement de trois satellites de la NASA et d'autres agences spatiales pour l'étude mondiale des nuages et des précipitations : TRMM, CloudSat et GPM.
En 1988-89, il fut professeur invité au laboratoire de physique atmosphérique de l'Institut fédéral suisse de technologie à Zurich.
En 2015, le professeur Houze fut nommé Fellow du Pacific Northwest National Laboratory à Richland, dans l'État de Washington tout en demeurent comme professeur émérite à l'Université de Washington, passant environ un quart de son temps au laboratoire.

## Reconnaissance
Le professeur Houze a reçu plusieurs prix et distinctions prestigieuses. Dès 1982, il reçoit de la société Américaine de météorologie le prix Clarence Leroy Meisinger pour ses recherches et le prix de l'éditeur pour son travail de révision des articles soumis au Journal of the Atmospheric Sciences. En 1989, il a remporté (avec F. Marks) le Distinguished Authorship Award du NOAA Environmental Research Laboratories. En 2002, il a été désigné « chercheur hautement cité » par l'Institute for Scientific Information. En 2006, il reçoit la médaille Carl-Gustaf Rossby de l'American Meteorological Society qui récompense les scientifiques de l'atmosphère et de la météorologie. Plus récemment, il a reçu la médaille d'or Symons 2014 de la Royal Meteorological Society, le plus grand honneur de cette société.
Grâce l'importance de ses recherches, le professeur Houze a été élu Fellow de l'American Meteorological Society, de la Royal Meteorological Society, de l’Union américaine de géophysique et de l’Association américaine pour l'avancement des sciences.